# Linton-Smith-Nunatakker
Die Linton-Smith-Nunatakker sind eine Gruppe aus Nunatakkern an der Ingrid-Christensen-Küste des ostantarktischen Prinzessin-Elisabeth-Lands. Sie ragen zwischen der Jennings Promontory und den Reinbolt Hills auf der Ostseite des Amery-Schelfeises auf.
Erste Luftaufnahmen entstanden bei der US-amerikanischen Operation Highjump (1946–1947). Ihre geographische Position ermittelten Wissenschaftler der Australian National Antarctic Research Expeditions (ANARE) im Jahr 1968. Das Antarctic Names Committee of Australia benannte sie 1971 nach Norman Linton-Smith, der 1970 an einer ANARE-Kampagne zur Erkundung des Amery-Schelfeises beteiligt war.